# مارتن زوبيميندي
مارتن زوبيميندي (مواليد 2 فبراير 1999) هو لاعب كرة قدم إسباني يلعب في مركز خط الوسط في نادي أرسنال والمنتخب الإسباني.

## روابط خارجية
- مارتن زوبيميندي على موقع الاتحاد الأوربي (الإنجليزية)
- مارتن زوبيميندي على موقع إي إس بي إن إف سي (الإنجليزية)
- مارتن زوبيميندي على موقع قاعدة بيانات كرة القدم.إي يو (الإنجليزية)
- مارتن زوبيميندي على موقع ليكيب (الفرنسية)
- مارتن زوبيميندي على موقع ناشيونال فوتبول تيمز (الإنجليزية)
- مارتن زوبيميندي على موقع Soccerbase.com (لاعب) (الإنجليزية)
- مارتن زوبيميندي على موقع Soccerway.com (الإنجليزية)
- مارتن زوبيميندي على موقع عالم كرة القدم.نت (الإنجليزية)
- مارتن زوبيميندي على موقع أوليمبيديا (الإنجليزية)
- مارتن زوبيميندي على موقع AS.com (الإسبانية)